# Зубенко, Иван Петрович
Иван Петрович Зубенко (1926—1965) — старшина Рабоче-крестьянской Красной Армии, участник Великой Отечественной войны, Герой Советского Союза (1945).

## Биография
Иван Зубенко родился в 1926 году в Царицыне (ныне — Волгоград). Получил неполное среднее образование. В августе 1942 года Зубенко был призван на службу в Рабоче-крестьянскую Красную Армию и направлен на фронт Великой Отечественной войны. К апрелю 1945 года гвардии красноармеец Иван Зубенко был пулемётчиком 37-го гвардейского стрелкового полка 12-й гвардейской стрелковой дивизии 61-й армии 1-го Белорусского фронта. Отличился во время форсирования Одера.
17 апреля 1945 года Зубенко переправился через Одер в районе населённого пункта Хоэнвутцен к северу от Врицена и принял активное участие в захвате и удержании плацдарма на его западном берегу. Когда из строя выбыл командир отделения, Зубенко заменил его собой. Когда группа немецких солдат попыталась взять его подразделение в окружение, Зубенко захватил вражеский пулемёт и уничтожил атакующих.
Указом Президиума Верховного Совета СССР от 31 мая 1945 года гвардии красноармеец Иван Зубенко был удостоен высокого звания Героя Советского Союза с вручением ордена Ленина и медали «Золотая Звезда».
После окончания войны в звании старшины Зубенко был демобилизован. Проживал в городе Белая Церковь Киевской области Украинской ССР, работал автомехаником. Скончался в 1965 году.
Был также награждён рядом медалей.